# 합정역 칼부림 사건
합정역 칼부림 사건은 2023년 8월 19일 서울특별시 마포구 열차에서 피해자를 살해한 사건이다.